# Athysanella beameri
Athysanella beameri är en insektsart som beskrevs av Johnson. Athysanella beameri ingår i släktet Athysanella och familjen dvärgstritar. Inga underarter finns listade i Catalogue of Life.